# Pranceacanthus coccineus
Pranceacanthus es un género monotípico de fanerógamas perteneciente a la familia Acanthaceae. El género tiene una especie de hierbas: Pranceacanthus coccineus Wassh.. Es originaria de Pando en Bolivia donde se encuentra en las selvas lluviosas.

## Taxonomía
Pranceacanthus coccineus fue descrita por Dieter Carl Wasshausen y publicado en Brittonia 36(1): 1–7, f. 1–3. 1984.